# ماريانا سولومون
ماريانا سولومون هي منافسة ألعاب القوى رومانية، ولدت في 8 سبتمبر 1980.

## وصلات خارجية
- ماريانا سولومون على موقع الاتحاد الدولي لألعاب القوى (الإنجليزية)
- ماريانا سولومون على موقع أوليمبيديا (الإنجليزية)
- ماريانا سولومون على موقع اللجنة الأولمبية الرومانية (الرومانية)